# 安東尼·史塔克
安東尼·史塔克（Anthony Starke，1963年6月6日—）是美國的一位演員。他最著名的作品包括宋飛傳中的Jimmy角色。史塔克畢業於馬凱特大學。